# ژورنال اروپایی پیشگیری از بارداری و مراقبت‌های بهداشتی باروری
ژورنال اروپایی پیشگیری از بارداری و مراقبت‌های بهداشتی باروری (انگلیسی: The European Journal of Contraception & Reproductive Health Care) یک ژورنال پزشکی معتبر تمام زمینه‌های پیشگیری از بارداری و بهداشت باروری را پوشش می‌دهد. این ژورنال، نشریهٔ رسمی «انجمن اروپایی پیشگیری از بارداری و سلامت باروری» است.